# Mont Meharry
Le mont Meharry (en anglais : Mount Meharry) est la plus haute montagne de l’Australie-Occidentale dans la chaîne des monts Hamersley. Elle est se situe dans la partie sud-est du Parc national de Karijini dans la région de Pilbara.